# Замбија на Светском првенству у атлетици на отвореном 2023.
Замбија је учествовала на 19. Светском првенству у атлетици на отвореном 2023. одржаном у Будимпешти од 19. до 27. августа осамнаести пут. Репрезентацију Замбије је представљала 1 учесница која се такмичила у трци на 200 метара.,
На овом првенству такмичака Замбије није освојила ниједну медаљу нити је постигла неки резултат.

## Учесници
Жене:
- Рода Њобву — 200 м

## Резултати

### Жене
| Атлетичарка | Дисциплина | Лични рекорд | Квалификације | Квалификације | Полуфинале            | Полуфинале            | Финале                | Финале       | Детаљи |
| Атлетичарка | Дисциплина | Лични рекорд | Резултат      | Место         | Резултат              | Место                 | Резултат              | Место        | Детаљи |
| ----------- | ---------- | ------------ | ------------- | ------------- | --------------------- | --------------------- | --------------------- | ------------ | ------ |
| Рода Њобву  | 200 м      | 22,69        | 23,82         | 6. у гр. 6    | Није се квалификовала | Није се квалификовала | Није се квалификовала | 43 / 44 (45) |        |